# 京都スポーツの殿堂
京都スポーツの殿堂（きょうとスポーツのでんどう）は、京都市に関わりのあるスポーツ関係者を表彰する殿堂。伝道事業として受章者などによるスポーツ教室、講演会などが行われる。京都スポーツの殿堂ホールのある京都市西京極総合運動公園で受章者の業績が表彰・展示されている。

## 受章者
平成22年度（2010年度）
- 吉田義男 - 野球選手。山城高校から阪神に入団し、1985年阪神優勝時には監督を務めた。京都市生まれ。
- 衣笠祥雄 - 野球選手。平安高校から広島に入団し、連続試合出場記録日本記録を樹立、国民栄誉賞を受賞した。京都市生まれ。
- 朝原宣治 - 陸上選手。同志社大学を卒業し、北京オリンピックの陸上男子400mリレー銅メダリスト。

平成23年度（2011年度）
- 水野弥一 - アメリカンフットボール監督。京都大学アメリカンフットボール部を日本一に導いた。京都市生まれ。
- 釜本邦茂 - サッカー選手。山城高校を卒業、メキシコオリンピックのサッカー得点王、銅メダリスト。京都市生まれ。

平成24年度（2012年度）
- 山口良治 - ラグビー監督。京都市立伏見工業高等学校ラグビー部をわずか7年で日本一に導き強豪校に育てた。
- 奥野史子 - アーティスティックスイミング選手。同志社大学出身、1992年バルセロナオリンピックアーティスティックスイミング銅メダリスト。京都市生まれ。

平成25年度（2013年度）
- 藤田信之 - 陸上選手。ワコールなどの女子陸上指導者として野口みずきを育て上げた。京都府生まれ。
- 坂田好弘 - ラグビー選手。同志社大学から近鉄ラグビー部に入社、ワールドクラスの選手として東洋人初ラグビー殿堂入りする。

平成26年度（2014年度）
- 桧山進次郎 - 野球選手。平安高校から東洋大学経て阪神に入団、「代打の神様」の愛称で長年活躍。京都市生まれ。
- 早狩実紀 - 陸上選手。同志社大学出身、世界陸上出場5回北京オリンピック代表、全国都道府県対抗女子駅伝に選手・コーチ・監督として地元京都府チームの優勝に貢献する。京都市生まれ。
- 大村加奈子 - バレーボール選手。北嵯峨高校からダイエー入り、長年全日本代表選手としてアテネ・北京両オリンピックに出場。

平成27年度（2015年度）
- 佐野優子 - バレーボール選手。北嵯峨高校出身。国内ではユニチカ、東レ、久光製薬、海外ではRCカンヌ、イトゥサチ・バクー、ガラタサライ、ヴォレロ・チューリッヒに所属した。北京五輪、ロンドン五輪（銅メダル）に出場。
- 田本博子 - ソフトボール選手。祥栄小学校、洛南中学校、明徳商業高校出身。選手としてシドニー五輪（銀メダル）に、コーチとして2008年北京五輪（金メダル）に出場。
- 作本信夫雄 - バスケットボール選手。洛南高校出身。母校のバスケットボール部及び国体京都府少年男子の監督を務め、インターハイ、選抜優勝大会、国体において合計10度制覇した。

平成28年度（2016年度）
- 太田雄貴 - フェンシング選手。平安中学・平安高校、同志社大学出身。北京五輪銀メダリスト、2015年世界選手権個人優勝。京都府生まれ。
- 寒川進 - 陸上選手。アテネパラリンピック1,600mリレー銅メダリスト。全国車いす駅伝競走大会では京都Aチームのエースとして2009年・2010年に優勝。京都マラソン車いす競技で第3回・5回大会優勝。京都市西京区在住。
- 野口みずき - 陸上選手。ワコールに入社後、桂川沿いや西京極陸上競技場、京都三条会商店街で走り込みを行った。アテネ五輪女子マラソン金メダリスト。アジア記録及び日本記録保持者。

平成29年度（2017年度）
- 伊達公子 - テニス選手。京都市の四ノ宮テニスクラブに参加。京都市生まれ。
- 柱谷哲二 - サッカー選手。京都商業高校卒業。京都市生まれ。
- 平尾誠二 - ラグビー選手。同志社大学で大学選手権3連覇。京都市生まれ。

平成30年度（2018年度）
- 大畑大介 - ラグビー選手。京都産業大学卒業。
- 波留敏夫 - 野球選手。大谷高校卒業。京都市生まれ。
- 濱田美栄 - フィギュアスケートコーチ。同志社大学卒業。京都市生まれ。

令和元年度（2019年度）
- 岡島秀樹 - 野球選手。東山高校卒業。ボストン・レッドソックスで2007年のワールドシリーズ優勝。
- 小田美岐 - ゴルフ選手。同志社大学卒業。伊藤園レディスゴルフトーナメントで2度の優勝。
- 北村友里 - 水泳選手。京都大学職員。2004年アテネパラリンピックで6位入賞。

令和2年度（2020年度）
- 小西美加 - 野球選手。
- 坂野晴男 - 車いす駅伝・車いすバスケットボール指導者。
- 武田美保 - アーティスティックスイミング選手。
- 立花美哉 - アーティスティックスイミング選手。

令和3年度（2021年度）
- 福澤達哉 - バレーボール選手。
- 道永宏 - アーチェリー選手・指導者。

団体特別表彰として、京都市体育協会、京都市体育振興会連合会、皇后盃全国都道府県対抗女子駅伝競走大会の歴代京都府代表チームが殿堂入りしている。